# Поникій Ключ
Поникій Ключ (рос. Полдомасово) — село в Ульяновському районі Ульяновської області Російської Федерації.
Населення становить 397 осіб. Входить до складу муніципального утворення Ішеєвське міське поселення.

## Історія
Від 2004 року входить до складу муніципального утворення Ішеєвське міське поселення.

## Населення
| 2010 |
| ---- |
| 397  |